# Arnold Joseph Toynbee
Arnold Joseph Toynbee (n. 14 aprilie 1889 - d. 22 octombrie 1975) a fost un istoric și scriitor britanic. 

## Scrieri
- Studiu asupra istoriei (București: Humanitas, 1997), 2v